# Franz Joseph von Bülow
Franz Vollrath Carl Wilhelm Joseph von Bülow (Fráncfort del Meno, 11 de septiembre de 1861-Dresde, 18 de octubre de 1915) fue un autor, teniente del ejército alemán y activista homosexual.

## Vida
Bülow nació en Fráncfort del Meno. Su padre era el chambelán Bernhard von Bülow de Mecklemburgo-Schwerin y su madre era Paula von Bülow, nacida Von Linden. Estudio su educación secundaria en los Gymnasium de Schwerin y Waren. Posteriormente, fue a la academia de cadetes de Plön y Groß Lichterfelde. Hacia 1890 Von Bülow había subido al rango de teniente. 
Abandonó el ejército en 1890 y emigró a la colonia alemana de África del Sudoeste para trabajar en la South-West-Africa-Company. En los años siguientes escribió varios libros, entre otros, sobre sus impresiones desde África de la política de Cecil Rhodes y sobre el levantamiento de los herero y nama. Tras una herida de bala, Von Bülow quedó ciego y volvió a Alemania.
En 1898 se casó con la condesa viuda Konstanze Beust, nacida von Goldacker. Pero se separó de su mujer tras sólo un año de matrimonio.
Según ha transmitido Magnus Hirschfeld, Von Bülow, junto con Eduard Oberg, Max Spohr y él mismo, fueron los fundadores del Comité científico humanitario en Berlín. Hacia 1900, Von Bülow se trasladó a Venecia, ya que allí la homosexualidad, al contrario que en el Imperio alemán, era legal. Vivió en el Palazzo Tiepolo en San Polo, en el Canale Grande. Tras el comienzo de la I Guerra Mundial, Von Bülow abandonó Venecia y volvió a Alemania, donde murió el 18 de octubre de 1915 en Dresde.

## Obra (selección)
- Drei Jahre im Lande Hendrik Witboois, Berlín, 1896